# Estadounidenses multirraciales
Los estadounidenses multirraciales o estadounidenses de raza mixta son estadounidenses que tienen ascendencia mixta de dos o más razas. El término también puede incluir a los estadounidenses de ascendencia mixta que se identifican con un solo grupo cultural y socialmente (regla de una gota). En el censo de los Estados Unidos de 2020, 33,8 millones de personas o el 10,2% de la población, se identificaron como multirraciales. Hay evidencia de que una contabilidad por ascendencia genética produciría un número mayor.
La población multirracial es el grupo demográfico de más rápido crecimiento en los Estados Unidos, aumentando un 276% entre 2010 y 2020. Este crecimiento fue impulsado en gran medida por los estadounidenses hispanos o latinos que se identificaron como multirraciales, y este grupo aumentó de 3 millones en 2010 a más de 20 millones en 2020, lo que representa casi dos tercios de la población multirracial. La mayoría de los hispanos multirraciales se identificaron como blancos y "alguna otra raza" en combinación, y este grupo aumentó de 1,6 millones a 24 millones entre 2010 y 2021, una tendencia que se ha atribuido a los cambios en la metodología de la Oficina del Censo para contar las respuestas de ascendencia por escrito, así como a la creciente diversidad racial entre la población hispana.
El impacto de los sistemas raciales históricos, como el creado por la mezcla entre colonos europeos blancos y nativos americanos, ha llevado a menudo a las personas a identificarse o ser clasificadas por una sola etnia, generalmente la de la cultura en la que fueron criados. Antes de mediados del siglo XX, muchas personas ocultaban su herencia multirracial debido a la discriminación racial contra las minorías. Si bien muchos estadounidenses pueden ser considerados multirraciales, a menudo no lo saben o no se identifican culturalmente como tales, al igual que no mantienen todas las diferentes tradiciones de una variedad de ancestros nacionales.
Después de un largo período de segregación racial formal en la antigua Confederación después de la Era de la Reconstrucción y la prohibición del matrimonio interracial en varias partes del país, más personas están formando uniones interraciales abiertamente. Además, las condiciones sociales han cambiado y muchas personas multirraciales no creen que sea socialmente ventajoso tratar de "pasar" como blancos. La inmigración diversa ha traído más personas de raza mixta a los Estados Unidos, como una población significativa de hispano. Desde la década de 1980, Estados Unidos ha tenido un creciente movimiento de identidad multirracial.  Debido a que más estadounidenses han insistido en que se les permita reconocer sus orígenes raciales mixtos, el censo de 2000 permitió por primera vez a los residentes marcar más de una identidad etnoracial y, por lo tanto, identificarse como multirraciales. En 2008, Barack Obama fue elegido como el primer presidente birracial de los Estados Unidos; reconoce ambos lados de su familia y se identifica como afroamericano.
En la actualidad, se encuentran individuos multirraciales en cada rincón del país. Los grupos multirraciales en los Estados Unidos incluyen a muchos afroamericanos, hispanoamericanos, métis estadounidenses, criollos de Luisiana, hapas, melungeons y varias otras comunidades que se encuentran principalmente en la costa Este de los Estados Unidos. Muchos nativos americanos son multirraciales en su ascendencia, aunque se identifican plenamente como miembros de tribus reconocidas por el gobierno federal.